# Universität Tours

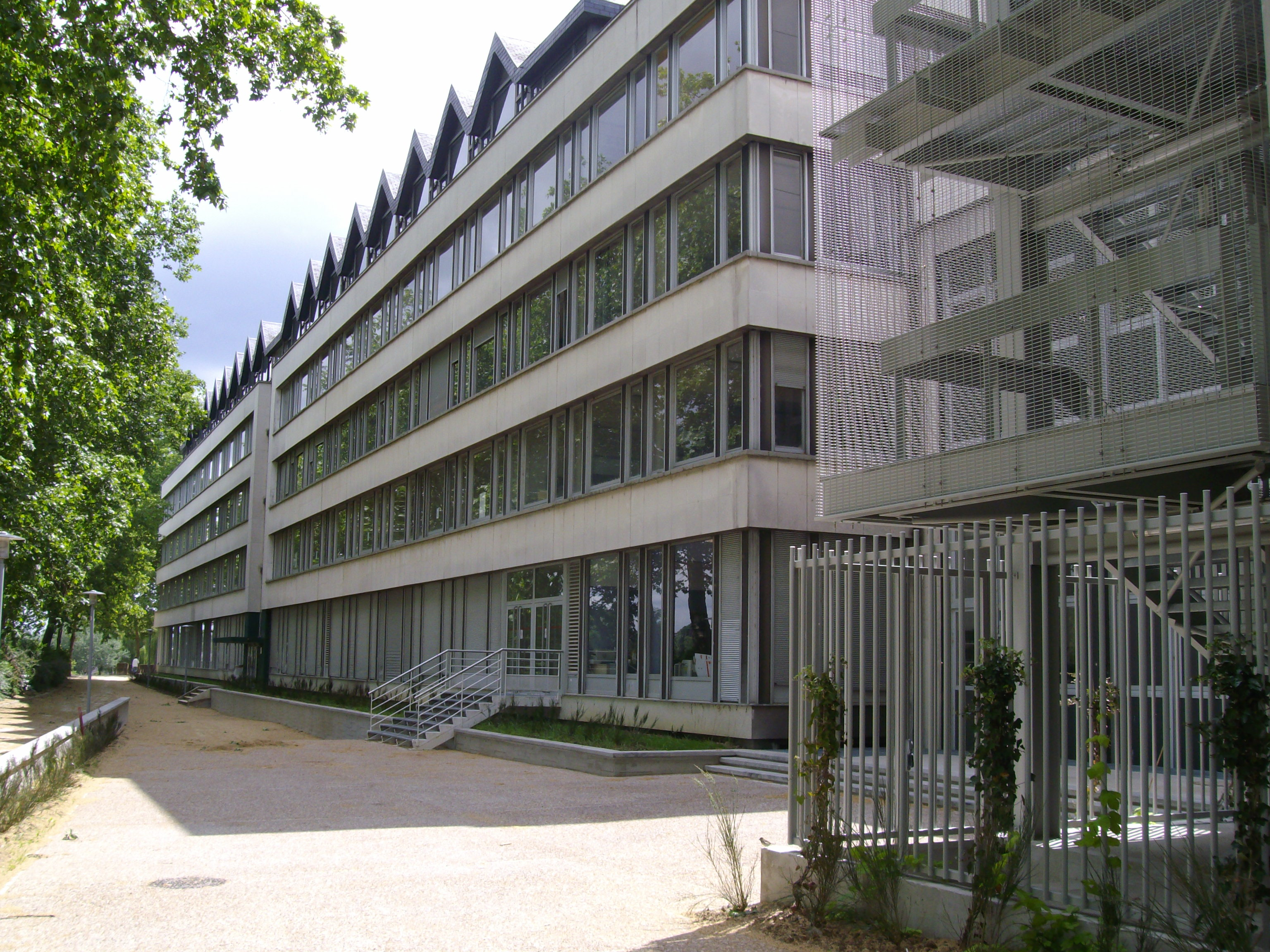
Fakultät für Sprachwissenschaften und Literatur

Die Universität François-Rabelais Tours (französisch: Université François-Rabelais de Tours oder kurz Université de Tours) ist eine staatliche Universität in der französischen Stadt Tours mit über 30.000 Studierenden. Es besteht auch ein Universitätsstandort in Blois.
Die Universität Tours wurde am 27. März 1969 gegründet und ist nach dem 1553 gestorbenen französischen Schriftsteller François Rabelais benannt. Rektor bzw. Präsident der Universität ist seit November 2024 Philippe Roingeard. 2023–2024 waren 26.010 Studierende eingeschrieben. Laut Webseite arbeiten 2024 mehr als 1490 Wissenschaftler an der Universität.

## Fakultäten und Lehrangebot
- Fakultät für Geisteswissenschaften und Kunst
  - Geschichte und Archäologie
  - Kunstgeschichte
  - Musik
  - Philosophie
  - Psychologie
  - Bildungswissenschaften
  - Soziologie
- Fakultät für Rechts-, Wirtschafts- und Sozialwissenschaften
  - Rechtswissenschaft
  - Wirtschaftwissenschaft
  - Management
  - Geographie
- Fakultät für Sprachwissenschaften und Literatur
  - Deutsch
  - Englisch
  - Spanish und Portuguisisch
  - Literaturwissenschaften
  - Italienisch
  - Recht und Sprachen
  - Angewandte Sprachwissenschaft
  - Soziolinguisitik
- Fakultät für Natur- und Technikwissenschaften
  - Informatik
  - Biochemie
  - Chemie
  - Tierbiologie und Genetik
  - Pflanzenbiologie und Physiologie
  - Mathematik
  - Microbiologie
  - Physik
  - Neurowissenschaften
  - Agrarwissenschaften
- Fakultät für Medizin
- Fakultät für Odontologie
- Fakultät für Pharmazie
- Zentrum für Hohes Studium der Renaissance
- Technikhochschule
- Management Hochschule
- Polytechnische Schule

## Liste der Präsidenten der Universität
| Anfang  | Ende | Name               | Fach               |
| ------- | ---- | ------------------ | ------------------ |
| 1971    | 1973 | Jacques Body       | Literatur          |
| 1973    | 1976 | Bertrand Chevalier | Geschichte         |
| 1976    | 1982 | Marc Maillet       | Biologie           |
| 1982    | 1983 | Paul Bachelard     | Geographie         |
| 1983    | 1988 | Michel Lecureuil   | Pharmazie          |
| 1988    | 1993 | Jean Germain       | Rechtswissenschaft |
| 1993    | 1998 | Henri Mouray       | Medizin            |
| 1998    | 2003 | Jacques Gautron    | Physik             |
| 2003    | 2008 | Michel Lussault    | Geographie         |
| 2008    | 2016 | Loic Vaillant      | Medizin            |
| 2016    | 2020 | Philippe Vendrix   | Musikologie        |
| 2020    | 2024 | Arnaud Giacometti  | Informatik         |
| 2024    |      | Philippe Roingeard | Medizin            |
| Quelle: |      |                    |                    |

## Alumni
- Okan Bayülgen (* 1964), Schauspieler
- Sébastien Boisseau (* 1974), Jazzmusiker
- Bettina de Cosnac (* 1960), Journalistin
- Edward Lachman (* 1948), Kameramann und Fotograf
- Philippe Maurice (* 1956), Mittelalterhistoriker
- Léon Le Minor (1920–2021), Mikrobiologe
- Inoussa Ousséïni (1949–2021), Filmregisseur
- Ulrich Paetzel (* 1971), Politiker
- Werner Riess (* 1970), Althistoriker
- Harry Roselmack (* 1973), Radio- und Fernsehjournalist
- Thomas Urban (* 1954), Journalist